# 193. strelska divizija (ZSSR)
193. strelska divizija (izvirno rusko 193. стрелковая дивизия; kratica 193. SD) je bila strelska divizija Rdeče armade v času druge svetovne vojne.

## Zgodovina
Divizija je bila ustanovljena maja 1941 v Korostenu in bila uničena septembra istega leta v Kijevu. Ponovno je bila ustanovljena maja 1942 v Sorošniku.
Po koncu vojne je bila reorganizirana v 22. mehanizirano divizijo.